# Vienna (Maine)
Vienna ist eine Town im Kennebec County des Bundesstaates Maine in den Vereinigten Staaten. Im Jahr 2020 lebten dort 580 Einwohner in 404 Haushalten auf einer Fläche von 66,07 km².

## Geografie
Nach dem United States Census Bureau hat Vienna eine Gesamtfläche von 66,07 km², von denen 62,94 km² Land sind und 3,13 km² aus Gewässern bestehen.

### Geografische Lage
Vienna liegt im Nordwesten des Kennebec Countys, nordwestlich grenzt das Franklin County an. Im Süden liegen der Parker Pond und der Flying Pond, im Norden der Crowell Pond und Kirball Pond. Die Oberfläche ist hügelig und der 359 m hohe McGaffey Mountain ist die höchste Erhebung.

### Nachbargemeinden
Alle Entfernungen sind als Luftlinien zwischen den offiziellen Koordinaten der Orte aus der Volkszählung 2010 angegeben.
- Norden: New Sharon, Franklin County, 3,6 km
- Osten: Rome, 11,9 km
- Südosten: Mount Vernon, 5,5 km
- Westen: Chesterville, Franklin County, 12,0 km

### Stadtgliederung
In Vienna gibt es drei Siedlungsgebiete: North Vienna, Seaveys Corner und Vienna.

### Klima
Die mittlere Durchschnittstemperatur in Vienna liegt zwischen −8,9 °C (16 °Fahrenheit) im Januar und 20 °C (68 °Fahrenheit) im Juli. Damit ist der Ort gegenüber dem langjährigen Mittel der USA um etwa 6 Grad kühler. Die Schneefälle zwischen Oktober und Mai liegen mit bis zu zweieinhalb Metern mehr als doppelt so hoch wie die mittlere Schneehöhe in den USA; die tägliche Sonnenscheindauer liegt am unteren Rand des Wertespektrums der USA.

## Geschichte
Die Besiedlung von Vienna startete um 1786. Zunächst wurde das Gebiet Goshen Plantation genannt. Am 20. Februar 1802 wurde das Gebiet als Town organisiert. An Mount Vernon wurde in den Jahren 1802, 1826 und 1853 Land abgegeben. Von Rome kamen 1815 und 1840 Gebiete hinzu und 1847 wurde Land an Chesterville abgegeben.
Der in Vienna geborene Milton Bradley gründete im Jahr 1860 in Springfield Massachusetts die Milton Bradley Company, auch bekannt als MBSpiele.

### Einwohnerentwicklung
| Volkszählungsergebnisse – Town of Vienna, Maine | Volkszählungsergebnisse – Town of Vienna, Maine | Volkszählungsergebnisse – Town of Vienna, Maine | Volkszählungsergebnisse – Town of Vienna, Maine | Volkszählungsergebnisse – Town of Vienna, Maine | Volkszählungsergebnisse – Town of Vienna, Maine | Volkszählungsergebnisse – Town of Vienna, Maine | Volkszählungsergebnisse – Town of Vienna, Maine | Volkszählungsergebnisse – Town of Vienna, Maine | Volkszählungsergebnisse – Town of Vienna, Maine | Volkszählungsergebnisse – Town of Vienna, Maine |
| Jahr                                            | 1800                                            | 1810                                            | 1820                                            | 1830                                            | 1840                                            | 1850                                            | 1860                                            | 1870                                            | 1880                                            | 1890                                            |
| ----------------------------------------------- | ----------------------------------------------- | ----------------------------------------------- | ----------------------------------------------- | ----------------------------------------------- | ----------------------------------------------- | ----------------------------------------------- | ----------------------------------------------- | ----------------------------------------------- | ----------------------------------------------- | ----------------------------------------------- |
| Einwohner                                       | 270                                             | 417                                             | 665                                             | 722                                             | 891                                             | 851                                             | 878                                             | 740                                             | 644                                             | 495                                             |
| Jahr                                            | 1900                                            | 1910                                            | 1920                                            | 1930                                            | 1940                                            | 1950                                            | 1960                                            | 1970                                            | 1980                                            | 1990                                            |
| Einwohner                                       | 406                                             | 403                                             | 366                                             | 318                                             | 301                                             | 231                                             | 160                                             | 205                                             | 454                                             | 417                                             |
| Jahr                                            | 2000                                            | 2010                                            | 2020                                            | 2030                                            | 2040                                            | 2050                                            | 2060                                            | 2070                                            | 2080                                            | 2090                                            |
| Einwohner                                       | 527                                             | 570                                             | 578                                             |                                                 |                                                 |                                                 |                                                 |                                                 |                                                 |                                                 |

## Kultur und Sehenswürdigkeiten

### Bauwerke
In Vienna wurde das Vienna Town House im Jahr 1982 unter Denkmalschutz gestellt und unter der Register-Nr. 82000424 ins National Register of Historic Places aufgenommen.

## Wirtschaft und Infrastruktur

### Verkehr
Die Maine State Route 41 verläuft in nordsüdlicher Richtung durch Vienna und verbindet Vienna im Süden mit Mount Vernon und im Norden mit New Sharon.

### Öffentliche Einrichtungen
Es gibt keine medizinischen Einrichtungen oder Krankenhäuser in Vienna. Die nächstgelegenen befinden sich in Farmington und Augusta.
In Vienna gibt es keine öffentliche Bücherei. Die nächstgelegene befindet sich in Mount Vernon.

### Bildung
Vienna gehört mit Chesterville, Farmington, Industry,  New Sharo, New Vineyard, Starks, Temple, Weld und Wilton zum Maine School Administrative District 9, dem Mt. Blue Regional School District.
Im Schulbezirk werden folgende Schulen angeboten:
- Cape Cod Hill School in Vienna, (Schulklassen Kindergarten bis 5)
- Gerald D. Cushing School in Wilton (Schulklassen Pre-K bis 1)
- Academy Hill School in Wilton (Schulklassen 2 bis 5)
- Cape Cod Hill School in New Sharon (Schulklassen Pre-K bis 5)
- W.G. Mallett School in Farmington (Schulklassen Pre-K bis 2)
- Cascade Brook School in Farmington (Schulklassen 3 bis 5)
- Mt. Blue High School in Farmington
- Mt. Blue Middle School in Farmington

## Persönlichkeiten

### Söhne und Töchter der Stadt
- Milton Bradley (1836–1911), Zeichner, Lithograph, Patentanwalt, Erfinder sowie Gründer des Spieleherstellers Milton Bradley Company

### Persönlichkeiten, die vor Ort gewirkt haben
- Samuel P. Morrill (1816–1892), Politiker